# 若林久
若林 久（わかばやし ひさし、1949年（昭和24年）1月1日 - ）は、日本の実業家。

## 来歴・人物
静岡県出身。1973年早稲田大学商学部卒業後、伊豆箱根鉄道入社。同社自動車部部長、常務取締役営業部長を経て、2006年代表取締役社長。
2012年5月に西武鉄道代表取締役社長、同年6月に西武ホールディングス取締役に就任した。
2020年4月に西武鉄道代表取締役社長から退任、2020年6月に西武ホールディングス取締役から退任。